# Wackersdorf
Wackersdorf is een plaats in de Duitse deelstaat Beieren, en maakt deel uit van het Landkreis Schwandorf.
Wackersdorf telt 5.371 inwoners.
Wackersdorf werd aan het eind van de 20e eeuw bekend door de protesten tegen de daar geplande opwerkingsfabriek voor kernafval. Bij de protesten vielen in totaal drie doden.
Altendorf ·
Bodenwöhr ·
Bruck i.d.OPf. ·
Burglengenfeld ·
Dieterskirchen ·
Fensterbach ·
Gleiritsch ·
Guteneck ·
Maxhütte-Haidhof ·
Nabburg ·
Neukirchen-Balbini ·
Neunburg vorm Wald ·
Niedermurach ·
Nittenau ·
Oberviechtach ·
Pfreimd ·
Schmidgaden ·
Schönsee ·
Schwandorf ·
Schwarzach b.Nabburg ·
Schwarzenfeld ·
Schwarzhofen ·
Stadlern ·
Steinberg am See ·
Stulln ·
Teublitz ·
Teunz ·
Thanstein ·
Trausnitz ·
Wackersdorf ·
Weiding ·
Wernberg-Köblitz ·
Winklarn